# Osdorf (Hamburg)
Osdorf, Hamburg-Osdorf — dzielnica miasta Hamburg w Niemczech, w okręgu administracyjnym Altona. 
1 kwietnia 1938 na mocy ustawy o Wielkim Hamburgu włączona w granice miasta.
Przez dzielnicę przebiega droga krajowa B431.